# Profildiagramm
| Strukturdiagramme der UML      |
| ------------------------------ |
| Klassendiagramm                |
| Komponentendiagramm            |
| Kompositionsstrukturdiagramm   |
| Objektdiagramm                 |
| Paketdiagramm                  |
| Profildiagramm                 |
| Verteilungsdiagramm            |
| Verhaltensdiagramme der UML    |
| Aktivitätsdiagramm             |
| Anwendungsfalldiagramm         |
| Interaktionsübersichtsdiagramm |
| Kommunikationsdiagramm         |
| Sequenzdiagramm                |
| Zeitverlaufsdiagramm           |
| Zustandsdiagramm               |

Das Profildiagramm ist eine der 14 Diagrammarten in der Unified Modeling Language (UML), einer Modellierungssprache für Software und andere Systeme. Es wird in der Metamodellebene verwendet, um sogenannte Stereotype mit Klassen anzuzeigen, welche dann die Bezeichnung <<stereotype>> oder bei Profilen und Paketen <<profile>> bekommen. Die erweiterte Relation (durchgezogene Linie mit geschlossenem und ausgefülltem Pfeil) gibt an, welches Metamodellelement ein angegebenes Stereotyp erweitert.

Beispiel für die Definition und die Anwendung eines vereinfachten Profils für die Organisationsmodellierung

## Historie
Das Profildiagramm war in UML1 nicht vorgesehen. Es wurde erst mit UML2 den Diagrammen neu hinzugefügt, um die elementare Verwendung von Profilen darzustellen. Davor musste für diesen Zweck andere wie z. B. Klassendiagramme verwendet werden.